# Porte Dorée (Gdańsk)
La Porte Dorée (en polonais:  Zlota Brama; en allemand : Langgasser Tor) dans le centre de Gdańsk, (ancien nom allemand: Danzig), en Pologne, est l'une des plus importantes attractions touristiques de la ville.

## Description et histoire
Elle date de 1612–14 en lieu et place d'une porte de style gothique du XIIIe siècle, la Brama Długouliczna (Porte de la Rue Longue). Elle est située à l'extrémité de la Rue Longue (rue Dluga; allemand : Langgasse), où, avec Brama Wyżynna (en allemand : Hohes Tor = Porte Haute) et Wieża Więzienna (en allemand : Stockturm = Tour de la Prison), elle forme une partie des fortifications de la vieille ville.
Le style architectural de la porte est le maniérisme anversois, très répandu dans les villes hanséatiques à cette époque. Juste à côté, se trouve l'édifice de style gothique finissant de la Confrérie de Saint-George.
Les deux côtés de la porte présentent des attiques, avec des figures symbolisant les qualités du citoyen idéal. Ils ont été conçus en 1648 par Jeremias Falck ("Polonus"), et reconstruits en 1878, en raison des dommages causés par le temps aux  originaux.
Du côté ouest ils représentent (en Latin): Pax (la Paix), Libertas (la Liberté), Fortuna (la Richesse) et Fama (la Renommée). Du côté est (Rue Longue) : ce sont Concordia (la Concorde), Iustitia (la Justice), Pietas (la Piété) et Prudentia (la Prudence). L'inscription en Latin sur les portes dit: Concordia res publicæ parvæ crescunt – discordia magnæ concidunt ("Les petites républiques croissent dans la concorde, les grandes chutent en raison de la discorde").

La porte a été en grande partie détruite par les bombardements Soviétiques de la Seconde Guerre Mondiale, mais a été reconstruite en 1957. Bien que la plupart des artefacts en allemand aient été alors éradiqués après que la ville devienne polonaise en 1945, une inscription originale allemande sur la porte a été restaurée dans les années 1990: Es müsse wohl gehen denen, die dich lieben. Es müsse Friede sein inwendig in deinen Mauern und Glück in deinen Palästen ("Ne prospèrent que ceux qui sont dans l'amour. Que la paix soit dans tes murs, et la prospérité dans tes palais." – Psaume 122)

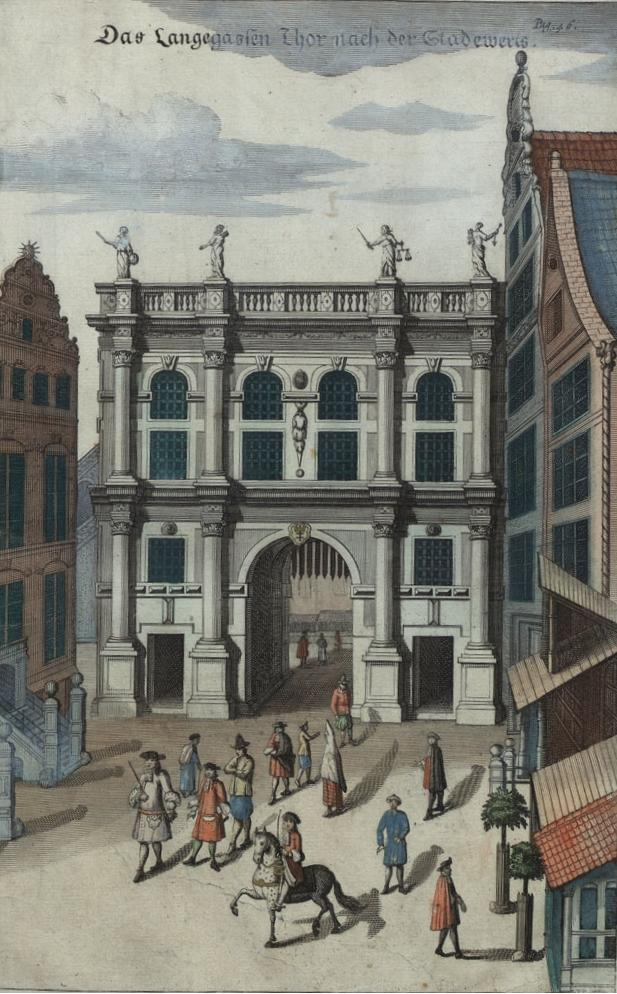
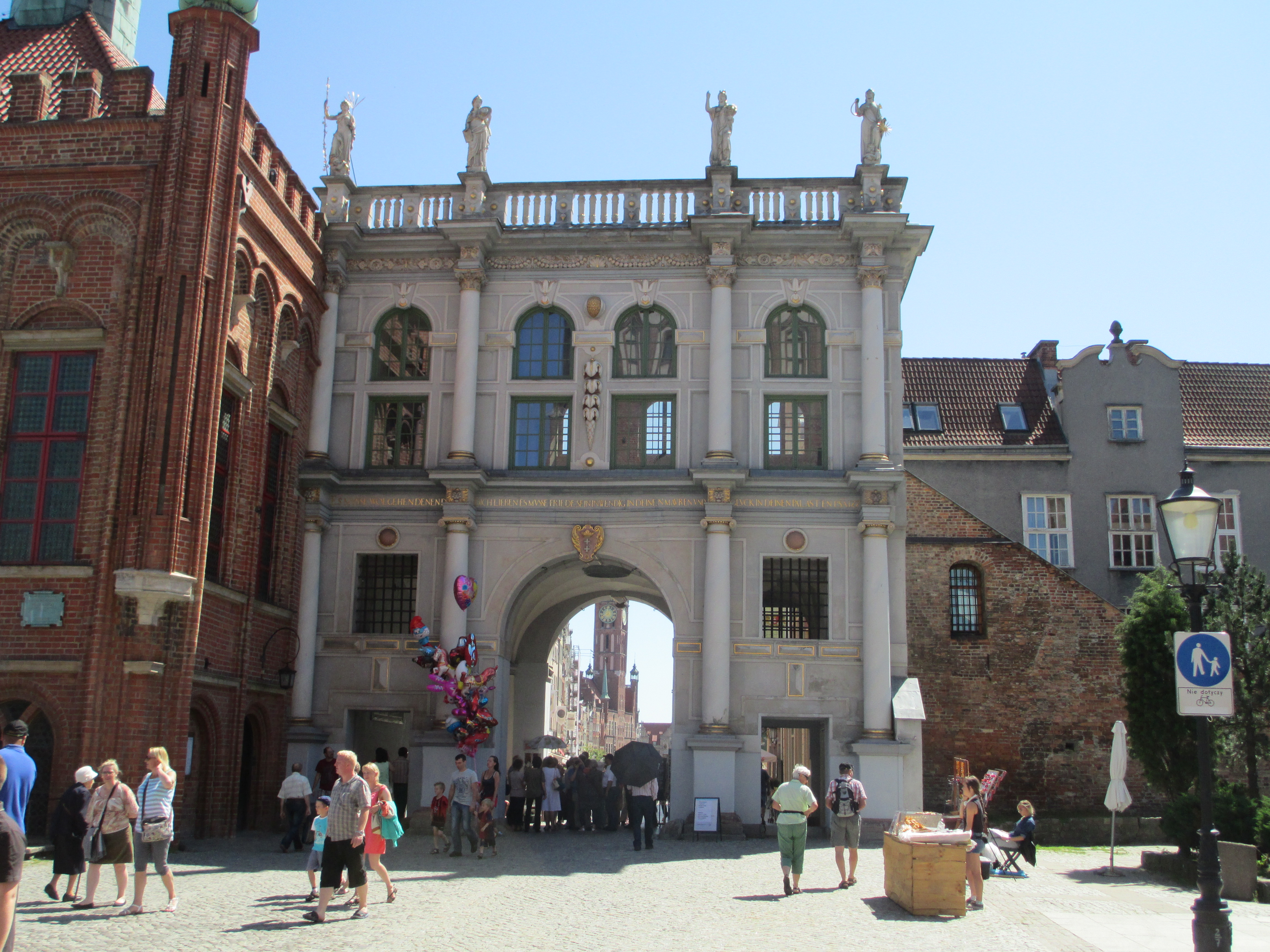
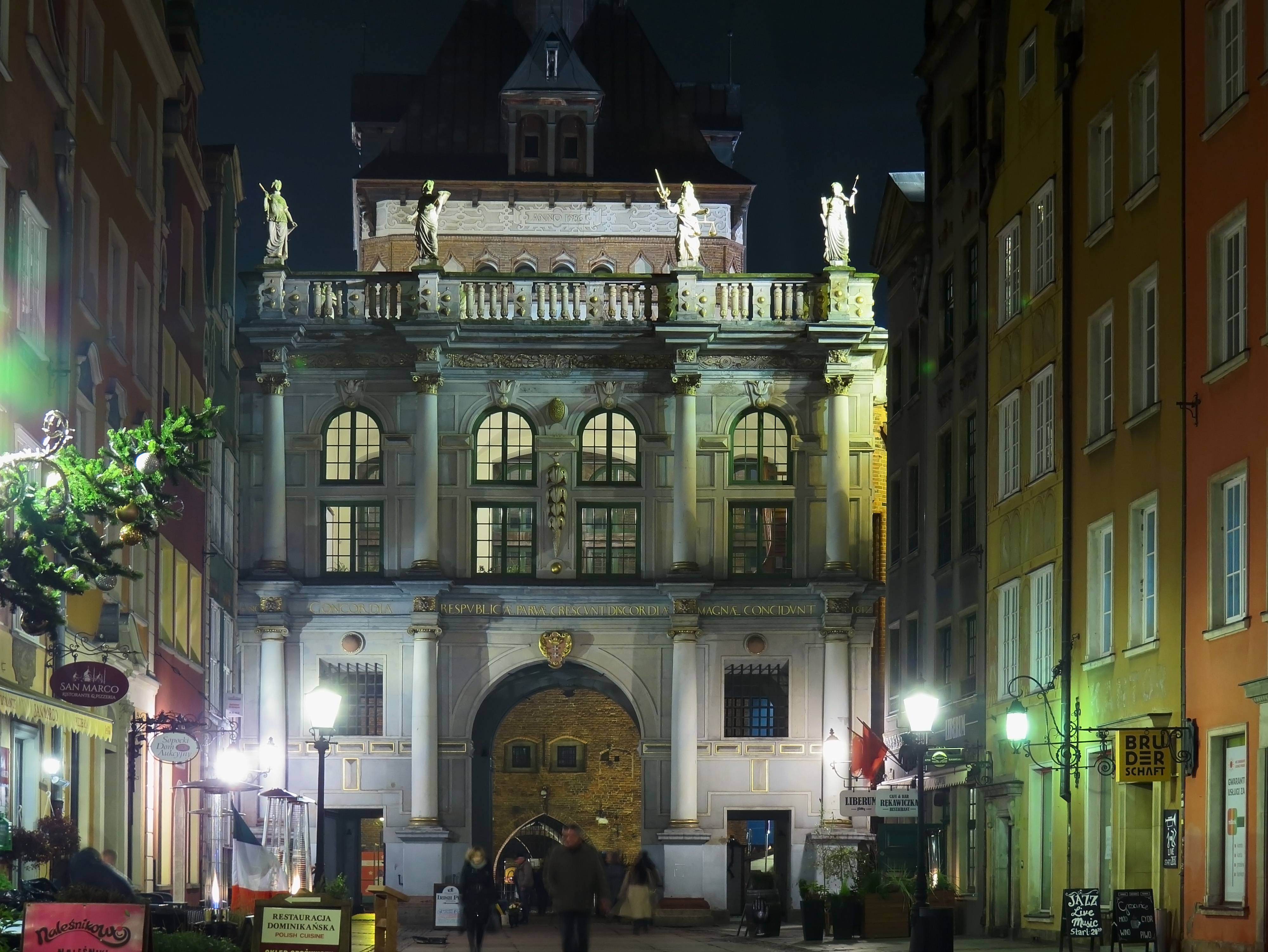